# بانکو سانتاندر-شیلی

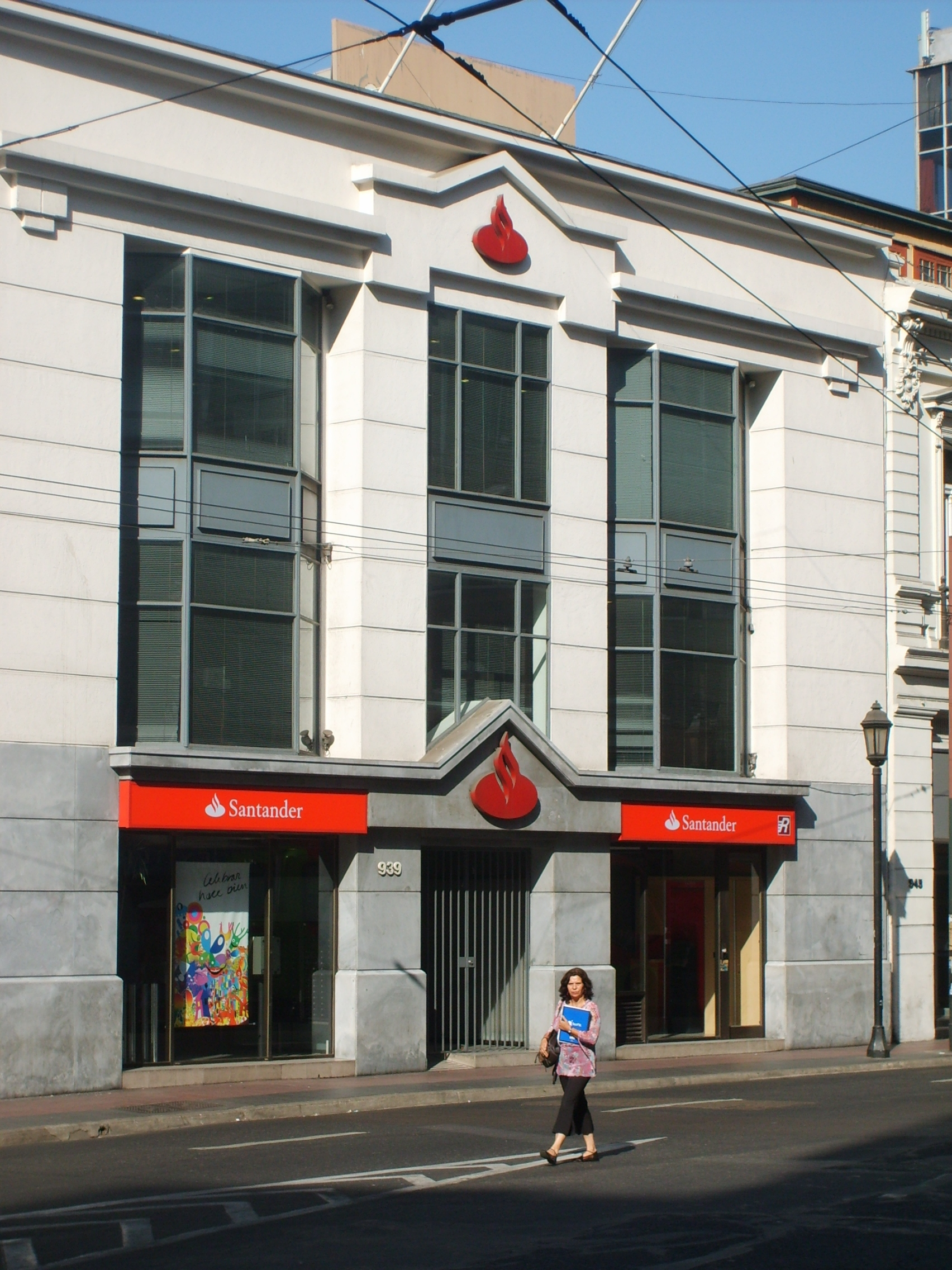
ساختمان شعبه‌ای از بانکو سانتاندر-شیلی در شهر والپارایسو

بانکو سانتاندر-شیلی (به اسپانیایی: Banco Santander-Chile) شرکت خدمات مالی و بانکداری مستقر در شیلی است، که شعبه‌ای از گروه بانکداری اسپانیایی؛ گروه سانتاندر به‌شمار می‌آید.
فعالیت‌های این بانک در حوزه‌های بانکداری خرد، بانکداری شرکتی، مدیریت سرمایه‌گذاری بانکداری سرمایه‌گذاری و خدمات بیمه متمرکز می‌باشد.
بانکو سانتاندر شیلی در سال ۱۹۳۷ تأسیس شد و در حال حاضر با در اختیار داشتن شبکه‌ای از ۵۰۴ شعبه بانک، مالک بزرگترین شبکه بانکی شیلی و در مجموع پس از بانکو دی شیلی در رتبه دوم از بزرگترین بانک‌های شیلی قرار دارد.
شعبه مرکزی این بانک در شهر سانتیاگو، شیلی مستقر می‌باشد و بخشی از سهام آن در بازارهای بورس نیویورک، بورس مادرید و بورس اوراق بهادار سانتیاگو معامله می‌شود.